# A Yank at Eton
A Yank at Eton is een Amerikaanse filmkomedie uit 1942 onder regie van Norman Taurog.

## Verhaal
Tijdens de Tweede Wereldoorlog komen de Amerikaanse tienerjongen Timothy Dennis en zijn zus in Groot-Brittannië terecht. Timothy wordt er naar de prestigieuze kostschool Eton gestuurd. Op school ontstaan er veel misverstanden door de culturele verschillen.

## Rolverdeling
| Acteur              | Personage               |
| ------------------- | ----------------------- |
| Mickey Rooney       | Timothy Dennis          |
| Edmund Gwenn        | Directeur Justin        |
| Ian Hunter          | Roger Carlton           |
| Freddie Bartholomew | Peter Carlton           |
| Marta Linden        | Winifred Dennis Carlton |
| Juanita Quigley     | Jane Dennis             |
| Alan Mowbray        | Mijnheer Duncan         |
| Peter Lawford       | Ronnie Kenvil           |
| Raymond Severn      | Isaac Weeld             |